# Plemiona (gra komputerowa)
Plemiona (Tribal Wars) – komputerowa gra strategiczna czasu rzeczywistego z akcją osadzoną w średniowieczu, przeznaczona do użytku na przeglądarkach internetowych. Została stworzona w 2003 roku przez niemieckie studio InnoGames GmbH. W 2011 roku uruchomione zostały jej wersje na systemy operacyjne iOS i Android.
W Plemionach gracz zakłada własną osadę, którą rozbudowuje poprzez wydobywanie surowców. Umożliwiają one zarówno usprawnienie lub wznoszenie budowli, a także tworzenie armii. Wojsko służy bowiem zarówno do podbijania innych osad, obrony przed atakiem ze strony innych graczy oraz do rabowania surowców. Uczestnicy mogą łączyć się w plemiona, za sprawą których zyskują możliwość wymiany surowców oraz otrzymania wsparcia wojskowego.
Plemiona po otwarciu polskiej wersji w 2006 roku zyskały sobie wielką popularność wśród polskich internautów. W szczytowym okresie popularności twórcy gry notowali nawet 180 milionów odsłon (dane za rok 2009). Fenomen Plemion, wespół z popularnością takich gier jak OGame i The West, przyczynił się do zwiększenia zainteresowania internautów grami przeglądarkowymi. Kontynuacją gry jest Tribal Wars 2.